# Sri-lankische Badmintonmeisterschaft 1979
Die Sri-lankische Badmintonmeisterschaft 1979 war die 27. Austragung der nationalen Titelkämpfe im Badminton in Sri Lanka.

## Sieger und Finalisten
| Disziplin    | Gold                                        | Silber                              |
| ------------ | ------------------------------------------- | ----------------------------------- |
| Herreneinzel | Ravi Kuruppu                                | Priyantha Wijesekara                |
| Dameneinzel  | Imali Fernando                              | Anoma Wickramanayake                |
| Herrendoppel | Ravi Kuruppu Malik Jhan                     |                                     |
| Damendoppel  |                                             |                                     |
| Mixed        | Priyantha Wijesekera Samanthi Hettiarachchi | Ranil Wijesekera Kamani Wijesundara |